# Platanthera yosemitensis
Platanthera yosemitensis là một loài lan đặc hữu của 9 vùng đất cỏ ẩm ướt trên núi, nằm giữa sườn chính với nhánh South Fork của dòng sông Merced trong công viên Quốc gia Yosemite.
Được phát hiện lần đầu tiên vào năm 1923, nhưng mãi đến năm 2007 nó mới được phân thành một loài riêng biệt. Loài này sinh trưởng ở độ cao 1800–2700 m (6000–9000 ft). Hoa có màu vàng và to chưa đến 8 mm (¼ inche), có mùi hôi đặc trưng mà được ví như "chuồng ngựa, asafetida (phân quỷ), (nặng mùi) phó mát, (mùi) chân người, (mùi) quần áo đầy mồ hôi, hoặc đơn giản là mùi khó chịu".